# Botro
Botro  est une ville ivoirienne, chef-lieu de département, située dans la région du Gbêkê, au centre du pays. Le nom Botro vient du nom originel " Bohessro " qui signifie dans la langue locale " la forêt qui fait peur ". Les peuples originaires de cette localité créée durant l'ère coloniale sont les Baoulés du groupe Satiklan dont le Roi actuel s'appelle Nanan Totokra IV L'actuel élu local à la suite des élections municipales du 2 septembre 2023, se nomme N'guessan N'goran Maurice avec 51,03 % des voix.
Botro, située à 40 kilomètres de Bouaké et reliée à cette agglomération par une route bitumée, est un chef-lieu de commune, de sous-préfecture et de département.

## Démographie
| 1975  | 1988  | 2010   | 2021   |
| ----- | ----- | ------ | ------ |
| 5 770 | 7 583 | 14 354 | 36 461 |

## Éducation
Le département compte aussi une Institution de Formation et d'Education Féminine située au chef-lieu, l'un des 90 centres de cette nature existant dans le pays. Cette institution a pour objet de permettre aux femmes analphabètes, aux jeunes filles non scolarisées ou déscolarisées, aux femmes agricultrices de trouver une opportunité pour le développement d'aptitudes nouvelles permettant leur insertion ou leur autonomisation. Botro dispose aussi d'un Lycée situé à 2 km de la ville sur la route de Bouaké et de trois collèges privés dont le plus récent dénommé Collège Privé Souralê de Botro non loin du village Bamela, qui a ouvert ses portes depuis la rentrée scolaire 2018/2019. Une école avec des enseignants expérimentés et qualifiés dont l'objectif est d'améliorer le niveau des élèves et accroître les pourcentages de réussite aux examens.

## Sports
La ville dispose d'un club de football, le Aukas FC, qui évolue en Championnat de Division Régionale, équivalent d'une « 4e division » .